# Toluca de Lerdo
Toluca de Lerdo (röviden Toluca) nagyváros Mexikó México államának középső részén, Mexikóvárostól nyugatra. A szövetségi állam fővárosa, de csak hatodik legnagyobb városa. Lakossága 2010-ben megközelítette a 490 000 főt.

## Földrajz

### Fekvése
Toluca a Vulkáni-kereszthegység hegyei közötti fennsíkon fekszik, a tenger szintje felett több mint 2600 méteres magasságban. Az innen keleti irányban található Mexikóvárostól hegyek választják el, nem épült egybe a fővárossal, nem is része az agglomerációjának, hanem saját, csaknem 2 millió lakosú agglomerációval rendelkezik. A várostól délre emelkedik a több mint 4500 méter magas kialudt vulkán, a Nevado de Toluca. A városnak több patakja is van, közülük legjelentősebb a Verdigel.

### Éghajlat
A város éghajlata nem olyan forró, mint Mexikó legtöbb részén, és közepesen csapadékos. Minden hónapban mértek már legalább 27 °C-os hőséget, de a rekord nem érte el a 34 °C-ot. Az átlagos hőmérsékletek a januári 10,2 és a májusi 16,0 fok között váltakoznak, fagy ősztől tavaszig gyakran előfordul. Az évi átlagosan 748 mm csapadék időbeli eloszlása nagyon egyenetlen: a júniustól szeptemberig tartó 4 hónapos időszak alatt hull az éves mennyiség közel háromnegyede.
| Hónap                                   | Jan. | Feb. | Már. | Ápr. | Máj. | Jún. | Júl. | Aug. | Szep. | Okt. | Nov. | Dec. | Év   |
| --------------------------------------- | ---- | ---- | ---- | ---- | ---- | ---- | ---- | ---- | ----- | ---- | ---- | ---- | ---- |
| Rekord max. hőmérséklet (°C)            | 27,0 | 30,0 | 32,5 | 31,0 | 33,5 | 31,0 | 27,0 | 26,0 | 27,5  | 28,5 | 26,0 | 31,0 | 33,5 |
| Átlagos max. hőmérséklet (°C)           | 19,1 | 20,4 | 22,7 | 23,8 | 24,0 | 22,2 | 20,8 | 20,9 | 20,7  | 20,9 | 20,2 | 19,0 | 21,2 |
| Átlaghőmérséklet (°C)                   | 10,2 | 11,4 | 13,5 | 15,2 | 16,0 | 15,7 | 14,7 | 14,6 | 14,6  | 13,6 | 11,8 | 10,7 | 13,5 |
| Átlagos min. hőmérséklet (°C)           | 1,2  | 2,5  | 4,3  | 6,5  | 8,0  | 9,2  | 8,7  | 8,4  | 8,6   | 6,4  | 3,5  | 2,4  | 5,8  |
| Rekord min. hőmérséklet (°C)            | −8,3 | −6,6 | −6,6 | 0,5  | 2,4  | 3,8  | 0,8  | 2,6  | −0,4  | −2,8 | −7,0 | −5,0 | −8,3 |
| Átl. csapadékmennyiség (mm)             | 14   | 9    | 12   | 32   | 63   | 139  | 154  | 140  | 113   | 53   | 11   | 7    | 748  |
| Forrás: Servicio Meteorológico Nacional |      |      |      |      |      |      |      |      |       |      |      |      |      |

## Közlekedés
Toluca fontos közlekedési csomópont. Három szövetségi főút is keresztezi itt egymást: a nagy fontosságú 15-ös, ami a sonorai Heroica Nogales határvárost köti össze Mexikóvárossal, a közel észak–déli irányú 55-ös, ami a Querétaro állambeli San Juan del Río közelében indul és Guerrero állam északi részéig vezet, valamint a 134-es, ami a mexikóvárosi agglomeráció nyugati felét köti össze a dél-guerrerói óceánparti Zihuatanejóval.
Toluca nemzetközi repülőtere a Licenciado Adolfo López Mateos nemzetközi repülőtér, ami a városközponttól 16 km-re északkeletre fekszik.

## Népesség
A település népessége a közelmúltban folyamatosan növekedett:
| Év   | Lakosság |
| ---- | -------- |
| 1990 | 327 865  |
| 1995 | 368 384  |
| 2000 | 435 125  |
| 2005 | 467 712  |
| 2010 | 489 333  |

## Története
A területen már a spanyol hódítók megérkezése előtt éltek emberek, a toltékok a 7. században települést is alapítottak a mai Toluca helyén. 1521-ben Gonzalo de Sandoval igázta le a környéken élőket az otomik segítségével. Néhány forrás szerint a mai települést 1522. március 19-én alapították a hittérítők, védőszentjéül pedig Szent Józsefet választották. A Santa Cruz de los Otomíes-kápolna 1524-ben épült, nem sokkal utána pedig ferences kolostor létesült. A hittérítés vezető személyisége az 1542-ben ide érkező Andrés de Castro volt, aki a helyiek nyelvét is megtanulta és nagy hatással alkalmazta beszédeiben. 1551-ben Luis de Velasco y Ruiz de Alarcón alkirály betiltotta a településen és környékén a hagyományos indián piacok, úgynevezett tianguisek tartását.
1695-ben Juan Sámano adománnyal segítette a San Juan de Dios zárdakórház létrejöttét, három évvel később pedig megalapították a Carmen-kolostort. 1728-ban szentelték fel a ferences kolostort, melynek épületén az estípite nevű barokk oszloptípus alkalmazásának egyik első mexikói példája látható.
Bár Tolucát a fővárossal, a közeli Mexikóvárossal már régóta összekötötte egy út, a nagyobb forgalmat lebonyolító országút építése csak 1793-ban kezdődött meg. A település 1799. szeptember 12-én kapta meg a ciudad (város) rangot IV. Károly spanyol királytól.
Amikor 1810 őszén kitört a mexikói függetlenségi háború, Miguel Hidalgo y Costilla seregei Toluca érintésével közelítették meg Mexikóvárost. A felkelők azonban csak katonailag képzetlen indiánokat tudtak maguk mellé állítani a városban. A következő évben már a spanyolok kezén volt a város, amikor a függetlenségi harcosok José María Oviedo, Cristóbal Cruz, Juan Canseco és Orcillés atya vezetésével ostrom alá vették. A várost védő Rosendo Porlier ekkor mindenféle peres eljárás nélkül agyonlövetett száznyi indián lakost. Ezen esemény helyszínét a nép azóta is Plaza (vagy Jardín) de los Mártiresnek, azaz Mártírok terének (vagy kertjének) nevezi.

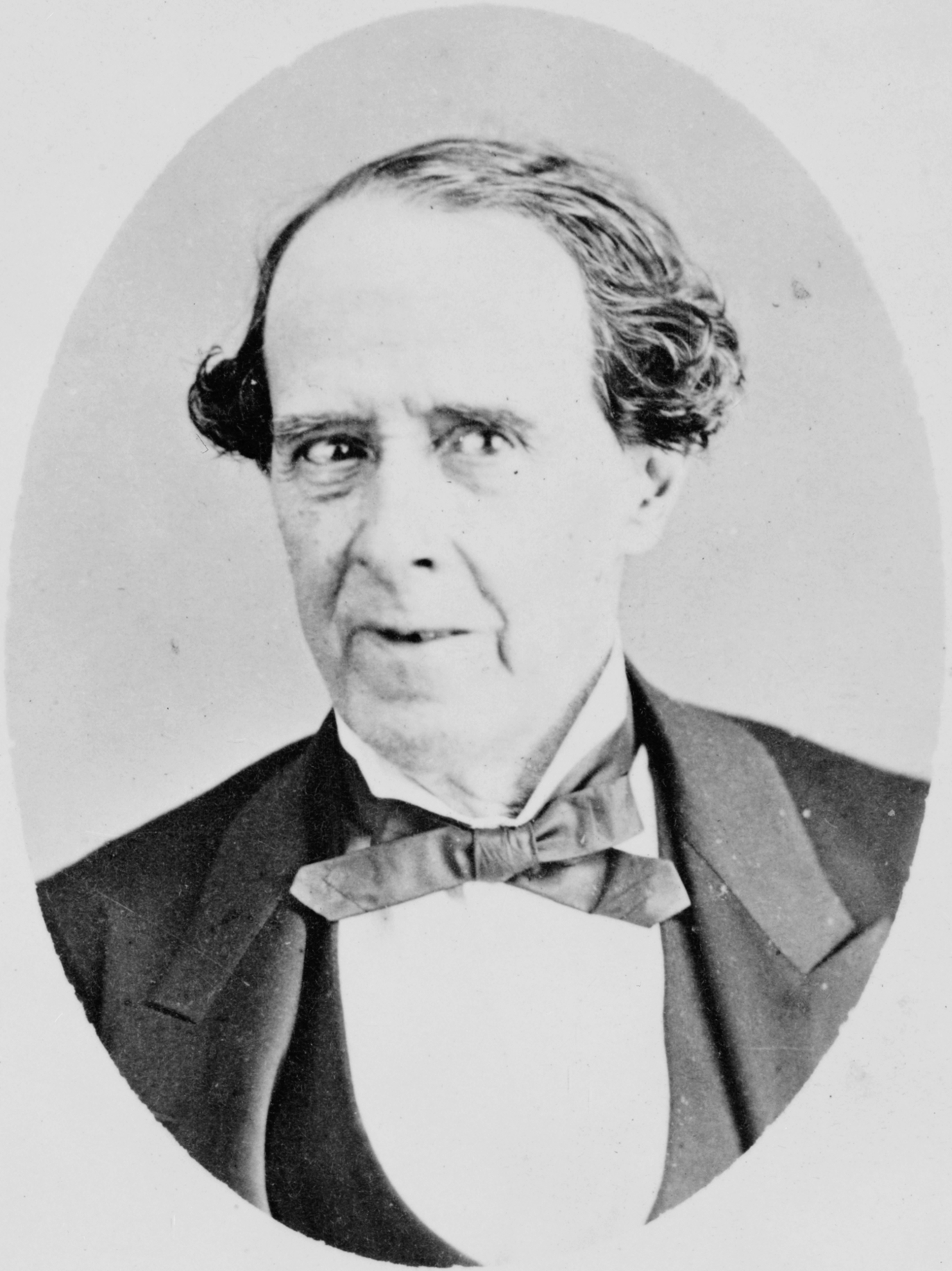
Mariano Riva Palacio, az állam kormányzója 1869-től harmadik alkalommal

Toluca 1830-ban lett México szövetségi állam fővárosa, de 1836 és 1846 között elvesztette ezt a szerepét. 1851-ben nyílt meg a Teatro Principal nevű színház, épülete González Arratia műve. A reformháború idején a várost végül a konzervatív erők foglalták el. A tolucai egyházi javak kisajátítása 1861. augusztus 29-től egészen 1875-ig tartott. A francia megszállás idején, 1863-ban Bertier csapatai foglalták el. Amikor néhány héttel később a leendő császár, Habsburg Miksa Tolucába érkezett, nagy pompával fogadták.
A városfejlődés 1869-ben kapott nagy lendületet, amikor Mariano Riva Palacio, az állam kormányzója szerződtette Ramón Rodríguez Arangoiti építészt, aki úgynevezett porfiriánus klasszicista stílusra formálta a városképet. Ekkor kezdődött el a városkapuk és a székesegyház építése is. Iskolák, utak, szökőkutak nőttek ki a földből, 1881-ben megnyílt a Toluca–Mexikóváros vasútvonal, 1888-ban pedig már bevezették az utcai villanyvilágítást is.
A forradalom idején az antireelekcionizmusnak (az elnök újraválasztását ellenző irányzatnak) nagyon sok helyi támogatója volt, 1912-ben egy alkalommal vezérük, az akkor már új elnökké megválasztott Francisco Ignacio Madero és alelnöke, José María Pino Suárez is ellátogatott a városba. A következő idők harcai azonban jórészt elkerülték Tolucát, csak kisebb összecsapások történtek. 1913-ban a Victoriano Huerta vezette szövetségiek szállták meg a települést, 1914. augusztus 27-én pedig Francisco Murguía. November 21-én a zapatisták foglalták el Tolucát, és hamarosan kinevezték kormányzóvá a diák Gustavo Baz Pradát. Miután az aguascalientesi forradalmi gyűlés tagjai elhagyták Aguascalientest és több helyszínen is megtelepedtek, 1915-ben Tolucába érkeztek, és itt oszlott fel végleg a gyűlés.
1929-től kezdve folyamatos modernizálás és fejlődés zajlik a városban. 1956-ban egy korábbi intézet átalakításával létrejött az állam autonóm egyeteme, az UAEM. 1987-ben nyílt meg az állami kulturális központ.

## Gazdaság
A városban működik a Cervecería Cuauhtémoc Moctezuma egyik sörgyára, amelyet 1969-ben alapítottak.

## Turizmus, látnivalók

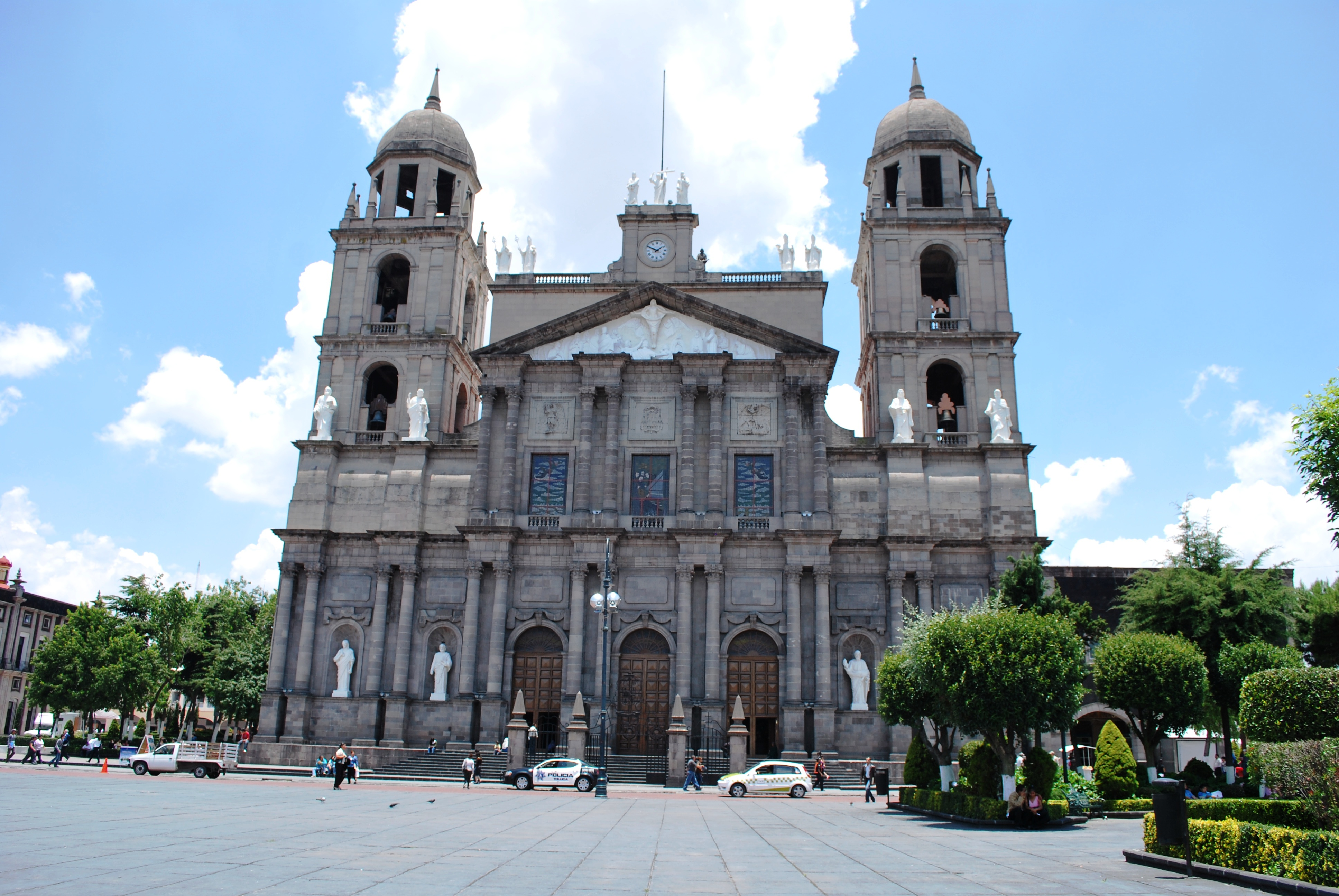
A székesegyház

A város számos emlékműve és műemléke mellett érdekes látnivaló a közeli Tecaxic-Calixtlahuaca régészeti lelőhely, ahol többek között egy Ketzalkóatl-templom kör alaprajzú maradványai is láthatók, amiben egy, ezt az istenséget ábrázoló szoborra is bukkantak a régészek. A városi műemlékeknek két fő típusa jellemző: a függetlenség ideje előtti koloniális stílusú, illetve a 19. századi klasszicista épületek. Előbbibe tartozik például a 17. századi Carmen- és a Merced-kolostor, utóbbiba többek között a székesegyház, a községi palota, valamint a Villada és a Lerdo utcák több épülete.
A turisták számára kijelöltek egy útvonalat, ami a belvárosból indul, és végigvezet a fontos látnivalókon. A belvárosban számos kis üzlet várja a vásárlókat, ahol helyi jellegzetességeket (például édességeket, chorizo kolbászt és gyümölcslikőröket) lehet beszerezni, innen pedig a székesegyház és a Santa Veracruz-templom felé vezet. Utóbbiban őriznek egy híres Fekete Krisztus-képet is. Az egyik közeli téren áll a kormánypalota, a képviselőház és az igazságügyi palota is, a közelben pedig több múzeum és kulturális központ is megtalálható.

## Sport
A városban működik a nagy múltú és igen eredményes labdarúgócsapat, a Deportivo Toluca, ami már 10-szer megnyerte a mexikói bajnokságot, kétszer a mexikói kupát és kétszer a CONCACAF-bajnokok ligáját. Becenevük Diablos Rojos, azaz Vörös Ördögök.